# 恐怖的樹屋第二十二集
《恐怖的樹屋第二十二集》（英語：Treehouse of Horror XXII）是卡通《辛普森一家》的第23季第三集，在2011年10月30日由福克斯广播公司首播。本集是「恐怖的樹屋」系列之一，這一集的故事主要惡搞法國電影《潛水鐘與蝴蝶》、美劇《嗜血法医》和美國電影《阿凡達》。開場白是自傳電影《127小時》的戲仿，當中主角艾倫·洛斯頓失去一隻手臂。這一集片尾的亮點是參照百老匯音樂劇《蜘蛛俠：闔上黑暗》（Spider-Man: Turn Off the Dark）。

## 故事梗概

### 開場
當巴特、莉萨和玛吉在參與「不給糖就搗蛋」回家時，玛琦把糖果換成口腔衛生物品，並教霍默一袋糖果到國稅部，霍默卻私自帶同糖果逃走，到一峽谷的懸崖吃掉。不幸的是，霍默絆倒，跌到谷底，手臂被釘住。於是，他既要拿回觸不及的那袋糖果，又不願等待20分鐘以得救助，便唯有咬斷自己的胳膊。他試了幾次後，霍默才知道他背著的竟是一袋蔬菜，因巴特、莉萨和玛吉已把他們的糖果偷回，使霍默憤怒吼叫。

### 《潛水鐘與奶油球》
此節講述霍默開始裝飾房子，迎接萬聖節。他原想去拿盒中的裝飾品，詎料盒中的竟是真的黑寡婦蜘蛛，當時他還以為那是塑膠仿造的。他被蜘蛛咬了一下，就無法移動或交談。當莉薩讀解他的肢體動作時，她發現自己可以通過屁溝通，辛普森的家人無一不驚訝。然後，莉薩幫助霍默向玛琦表露對她的感覺。當他再次被另一種蜘蛛咬傷時，即使仍然癱瘓，卻具有蜘蛛俠從他的後端噴絲相同的能力。

### Dial D for Diddly
内德·弗兰德聽到上帝的聲音後，他以為上帝告訴他要謀殺的人才能拯救世界，於是成提高警覺的連環殺手，聽從聖經的指示目擊霍默的敵人。當弗蘭德發現霍默一直用聖經狀的接收器欺騙他變成殺手，弗蘭德找霍默理論，霍默認為上帝不存在，並開始燒内德的聖經，直到上帝勒死才停止。玛琦乞求上帝讓霍默復活，但上帝告訴她撒旦在世界地位最大。且撒旦正與斯內德的已故妻子莫德·弗兰德做愛。

### 在納美星
故事背景在未來，小丑库斯提依然健在，但他指令納粹觀眾，在遙遠的星球參宿七有一個叫Hilarrium的使人們心情好一些神聖翠取物，库斯提需要用武力來取得這個聖物。軍隊招募巴特和米尔豪斯使用阿凡達建立交好的外來種族。他們成功地和巴特最終娶到康的女兒。實際上Hilarrium，這是由他們當地女王所排出的體液。米尔豪斯告訴軍方，軍方攻擊聖物的位置。在戰鬥中，當地人結集星球上所有的動物，最終擊敗了軍方。康和科多（Kang and Kodos）將剛才的Hilarrium給人類。

## 制作

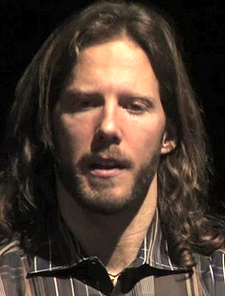
艾倫·洛斯頓客串出演的開場白，這是惡搞自傳電影《127小時》

客串人物為傑基梅森（Jackie Mason）和電影《127小時》主演艾倫·洛斯頓。梅森飾演《辛普森一家》角色小丑库斯提的父親拉比Hyman Krustofski。
開場片段有很多惡搞取自電影。節目開始，辛普森一家裝扮萬聖節的衣服。玛吉彈巴特的太空裝，並打扮成外星寶寶，這是一個取自1979年電影《異形》。霍默打扮成曼哈頓博士取自2009年電影《守護者》。在中間，有1960年的電影的惡搞心理，因為相同的音樂和類似的場景使用（例如：洛夫喬伊牧師在他的車上虎視眈眈荷馬在該段的結尾。從2010年的電影《127小時》其中羅爾斯頓在岩石下被困住後，失去了他的手臂的惡搞。）
《潛水鐘與奶油球》是諷刺2007年法國電影《潛水鐘與蝴蝶》，移動他的眼皮，霍默通過屁。該橋段在不同方向飛，當荷馬被咬傷另一蜘蛛，變成了一個與相反顏色且癱瘓的蜘蛛俠，在春田市打擊犯罪。最後部分引用蜘蛛俠音樂劇，因為《蜘蛛俠：闔上黑暗》在準備階段時不順利，有時留下了表演者在半空中懸吊，造成許多事故有5人受傷的音樂劇。
最後兩段也是惡搞。《Dial D for Diddly》多處提到的電視劇《嗜血法医》，内德·弗兰德當連環收手為主軸。音樂是由《嗜血法医》原創音樂羅爾夫·肯特（Rolfe Kent），雖然標題是源自《Dial M for Murder》。而兩個目擊人帕蒂和塞爾瑪，死法類似《威利狼與嗶嗶鳥》的場景。《在納美星》惡搞自2009年電影《阿凡達》。結尾中康和科多提到你的或我的，因為他們不喜歡1986年電影《Yours, Mine and Ours》的原因。

## 脚注
1. ↑  . . 第23季. 第3集.  21:18 记录于. October 30, 2011. Fox.
2. 1 2 3 4  Potts, Kimberly. . Reuters. The Wrap. October 28, 2011  [October 31, 2011]. （原始内容存档于2012-06-28）.
3. ↑  Castellaneta, Dan.  (DVD). 20th Century Fox. 2003.
4. 1 2 3 4 5 6  Surette, Tim. . TV.com. October 31, 2011  [October 31, 2011]. （原始内容存档于2020-08-15）.
5. 1 2  Childs, Hayden. . The A.V. Club. October 30, 2011  [October 31, 2011]. （原始内容存档于2013-05-30）.
6. ↑  Ng, David. . Los Angeles Times. October 31, 2011  [October 31, 2011]. （原始内容存档于2017-05-31）.
7. ↑  Healy, Patrick. . The New York Times. March 22, 2011  [March 23, 2011]. （原始内容存档于2011-03-23）.
8. ↑  Ledesma, Chris. . Simpsons Music 500. November 5, 2011  [November 5, 2011]. （原始内容存档于2020-04-11）.